# زيموهيريا
زيموهيريا (Зимогірья) هي مدينة في مقاطعة لوهانسكا في أوكرانيا.
يبلغ عدد سكانها حوالي 10329 نسمة.